# Шнековий сепаратор
Шне́ковий сепара́тор — сепаратор, у якому тверді частки розділяються в рідині, що заповнює гвинтову порожнину між стінками нерухомого циліндра і обертовим шнеком. Шнекові сепаратори використовуються для збагачення енергетичного вугілля крупністю 6 — 25 і 13 — 100 мм. Найбільше розповсюдження у промисловості отримали сепаратори СШ, які застосовуються при збагаченні вугілля крупністю 6 – 25, 13 – 80 і 13 – 100 мм марок А, Д, К і Г.

## Сепаратор шнековий горизонтальний

Рис. 1. Горизонтальний шнековий сепаратор

- Сепаратор шнековий горизонтальний СШ-15 складається з циліндричного корпуса 1, шнека 2 і привода 3. У верхній частині корпуса знаходиться завантажувальна лійка 4 для подачі вихідного матеріалу. У нижній частині розташована лійка 5 для розвантаження породи. Концентрат розвантажується через лійку 6 у верхній частині корпуса. Вода в апарат подається через тангенціальний патрубок 7, далі вона рухається по ґвинтовому каналу, що створюється внутрішньою стінкою корпуса і шнеком, у напрямку ґвинтового потоку. Швидкості водного потоку і обертання шнека підбираються так, щоб ефективність розділення матеріалу була найбільшою при мінімальних витратах води.

Вихідний матеріал подається через завантажувальну лійку всередину робочої зони сепаратора, де на ділянці один-півтора витка здійснюється основне збагачення і формування двох транспортних потоків, що спрямовані у протилежні боки — до концентратної і породної розвантажувальних лійок.
Частинки матеріалу рухаються у сепараторі за складними ґвинтовими траєкторіями, при цьому частота їх обертання навколо вала шнека визначається густиною і крупністю. Частинки, у яких частота обертання близька до частоти обертання водного потоку, переміщуються разом з ним до концентратної лійки. Частинки, у яких частота обертання менша частоти обертання водного потоку, транспортуються шнеком до породної лійки. Густина розділення визначається головним чином витратами води, частотою обертання шнека і навантаженням на сепаратор.
Переваги сепаратора СШ-15 полягають в простоті конструкції і можливості регулювання густини розділення; недоліки – в швидкому зносі корпуса і шнека, що порушує криволінійний потік, і в складності ремонту. Максимальна продуктивність, 120 т/год. 
- Сепаратор шнековий горизонтальний СШ-15П розроблений з метою усунення недоліків сепаратора СШ-15. Корпус цього сепаратора складається з трьох робочих і двох розвантажувальних секцій. Шнек сепаратора укорочений на 650 мм без зміни довжини робочої зони. Витки шнека виконані знімними, а їх зовнішні кромки футеровані пластинами зі зносостійкого чавуну. Передбачений мінімальний кільцевий зазор (3 мм) між стінкою корпусу і кромкою шнека, що запобігає заклинюванню шнека. Зміни в конструкції сепаратора СШ-15П дозволяють збільшити термін його міжремонтного циклу в 1, 5 – 2 рази в порівняні з сепаратором СШ-15. Максимальна продуктивність, 200 т/год.

## Сепаратор шнековий вертикальний

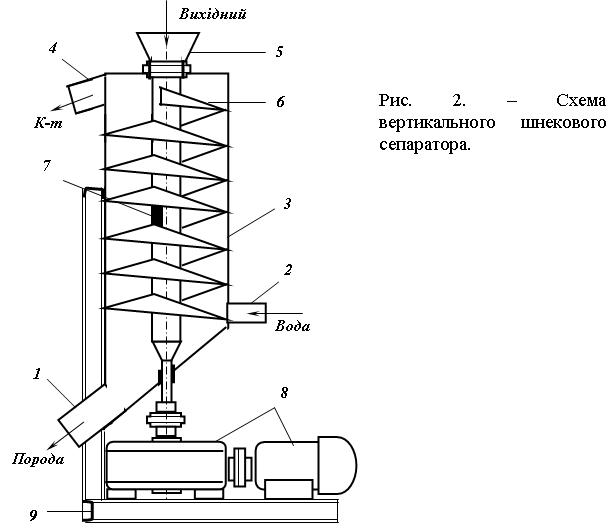

- Сепаратор шнековий вертикальний СВШ-15 (Рис. 2) відрізняється від горизонтального завантаженням вихідного матеріалу через порожній вал і приводом, що розташований знизу. Сепаратор СВШ-15 складається з циліндричного корпуса 3, шнека 6 і привода 8. В середній частині валу прорізані два завантажувальних вікна 7, через які матеріал надходить у сепаратор. Вода подається через тангенціальний патрубок 2 таким чином, щоб напрямки обертання шнека і водного потоку збігалися. Вода з нижньої частини сепаратора рухається вгору по ґвинтовому каналу, що створений внутрішньою стінкою корпуса, валом і лопаттю шнека. Зверху через порожній вал шнека і лійку 5 подається вихідний матеріал. При переміщенні по криволінійних траєкторіях легкі зерна вугілля, густина яких менше густини розділення, виштовхуються до валу шнека і виносяться спіральним висхідним водним потоком до розвантажувальної концентратної лійки 4. Важкі зерна під дією відцентрової і гравітаційної сил рухаються по нахиленій поверхні лопаті шнека в напрямку до породної лійки 1. Параметрами регулювання процесу в сепараторі СВШ-15, як і в горизонтальному: витрати води, частота обертання шнека і навантаження на сепаратор. Максимальна продуктивність сепаратора СВШ-15– 150 т/год.

## Технічні характеристики шнекових сепараторів

Технічні характеристики шнекових сепараторів